# Philotartessus longipennis
Philotartessus longipennis är en insektsart som beskrevs av Evans 1981. Philotartessus longipennis ingår i släktet Philotartessus och familjen dvärgstritar. Inga underarter finns listade i Catalogue of Life.